# 欧蒂尼 (滨海塞纳省)
欧蒂尼（法語：Autigny，法語發音：[otiɲi]）是法国滨海塞纳省的一个市镇，属于迪耶普区。

## 地理
欧蒂尼（49°47'42"N, 0°51'36"E）面积4.1 平方千米，位于法国诺曼底大区滨海塞纳省，该省份为法国北部沿海省份，其西部及北部濒大西洋英吉利海峡，东起顺时针与索姆省、瓦兹省、厄尔省和卡爾瓦多斯省接壤。
与欧蒂尼接壤的市镇（或旧市镇、城区）包括：布拉姆托、康维尔双教堂村、方丹勒丹。

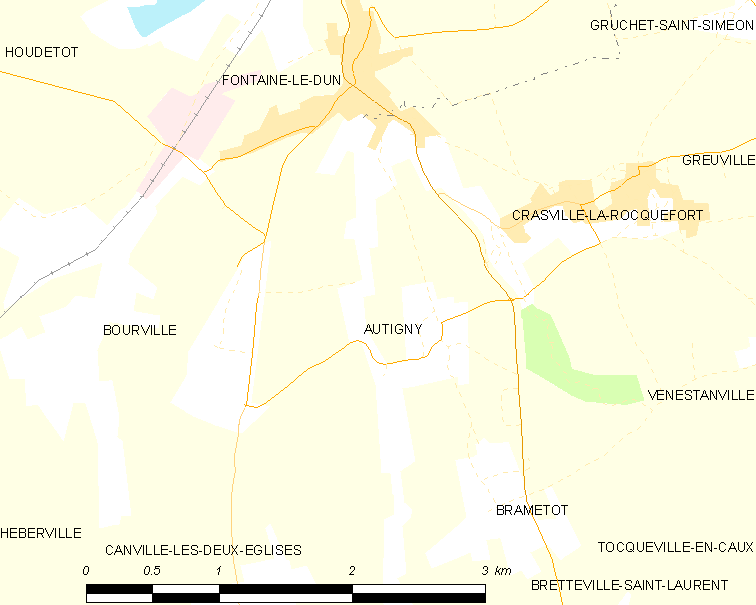
的OSM定位图

欧蒂尼的时区为UTC+01:00、UTC+02:00（夏令时）。

## 行政
欧蒂尼的邮政编码为76740，INSEE市镇编码为76040。

## 政治
欧蒂尼所属的省级选区为科地区圣瓦勒里县。

## 人口

1962-2008年间人口变化图示

欧蒂尼于2022年1月1日时的人口数量为320人。